# Хэмпден Парк
«Хэ́мпден Парк» (англ. Hampden Park) — национальный футбольный стадион Шотландии, построенный в Глазго в 1903 году местным футбольным клубом «Куинз Парк» и ставший впоследствии домашним стадионом сборной команды Шотландии.
31 октября 1903 года на стадионе состоялся первый матч, в котором хозяева поля принимали команду «Селтик» и победили со счётом 1:0, автором забитого мяча был Дэвид Уилсон.
В 1960 году на стадионе прошёл финальный матч Кубка европейских чемпионов, собравший 130 тысяч зрителей.
В 2021 году на «Хэмпден Парке» прошли матчи чемпионата Европы.